# Aygevan
Aygevan là một đô thị thuộc tỉnh Armavir, Armenia. Dân số ước tính năm 2011 là 1649 người.